# Camp de Stöcken-Hannover (fabrique d'accumulateurs)
Le camp de Stöcken-Hannover est une unité de travail forcé dépendant du camp de concentration de Neuengamme, mis à la disposition de l'entreprise Accumulatoren-Fabrik AG (aujourd’hui Varta AG) pour la production de batteries et de piles pour les sous-marins.

## Création
Le 17 juillet 1943, un Kommando est dépêché à Stöcken, un quartier de Hanovre, sur un terrain en friche à 120 mètres au sud de l'usine d’accumulateurs Accumulatoren-Fabrik AG, pour y construire des baraquements. Une fois ceux-ci édifiés, d’autres convois arrivent de Neuengamme. Les détenus doivent agrandir le camp et travaillent à la production de piles pour sous-marins. Ils se répartissent entre la fonderie de plomb, l’atelier des acides et les laminoirs. Les conditions de travail et l'absence de protection causent nombre d’accidents et de maladies. 403 décès sont enregistrés et un nombre inconnu de détenus est ramené à Neuengamme où ils meurent de maladie et d’épuisement. Chaque mois, ces détenus sont remplacés par de la main-d’œuvre « fraîche » venue de Neuengamme.
En juillet 1944, le camp regroupe environ 1 500 hommes.
La première année, les commandants se succèdent : le SS-Oberscharführer Johannes Pump, puis le SS-Untersturmführer Hugo Benedict et le SS-Untersturmführer Hans Hermann Griem. En juillet 1944, le SS Hauptsturmführer Kurt Klebeck devient commandant du camp et le reste jusqu’à l’évacuation. Il supervise parallèlement tous les Kommandos extérieurs de Neuengamme pour la région de Hanovre.

## Évacuation
Dans la nuit du 6 au 7 avril 1945, les détenus qui le peuvent quittent le camp  à pied en direction de Bergen-Belsen où ils arrivent le 8 avril ; ceux qui ne peuvent pas suivre sont abattus par les SS.
Le 8 avril, les malades sont transportés en train vers Mieste, puis poursuivent à pied jusqu’à Gardelegen. Le 13 avril, ils sont conduits, avec un groupe de détenus du camp de concentration de Dora dans une grange qui est incendiée.

## Mémorial
Depuis 1989, un mémorial composé d’une sculpture de l’artiste Hans-Jürgen Breuste et d’une plaque commémorative a été érigé dans le quartier de Hanovre-Marienwerder, sur l’emplacement du camp Hanovre-Stöcken.